# Laura Pérez-Lago
Laura Pérez-Lago, es el nombre científico de Laura Pérez García (La Coruña, 9 de junio de 1976),  científica e investigadora española, farmacéutica y bioquímica que desarrolla sus investigaciones en el campo de la micobacteriología, utilizando la biología molecular para estudiar diferentes aspectos de la infección por Mycobacterum tuberculosis.

## Trayectoria

### Académica
Laura Pérez  se licenció en Farmacia en la Universidad de Santiago de Compostela en 1999 y en Bioquímica en la Universidad Autónoma de Madrid en 2001.
Realizó su tesis doctoral con una beca de Formación de Personal Investigador (FPI) de la Comunidad de Madrid, en el laboratorio de Margarita Salas del Centro de Biología Molecular Severo Ochoa (CBMSO-CSIC-UAM). La Tesis la leyó en la Universidad Autónoma de Madrid  el 23 de febrero del 2007 con el título, Especificidad en la interacción de la proteína p4 con el DNA y formación del complejo regulador de la transcripción del bacteriófago phi29, dirigida por  la Dra. Ana Camacho Pedrero.

### Investigadora
El trabajo de investigadora lo ha centrado en el estudio de las enfermedades infecciosas y lo ha llevado a cabo en: 
- El Centro de Biología Molecular Severo Ochoa (2007-2010), realizó investigación básica en el estudio de funciones básicas del bacteriólogo phi29.

- En el 2010 con un contrato Juan de la Cierva del Ministerio de Ciencia e Innovación, para trabajar en el Servicio de Microbiología del Hospital General Universitario Gregorio Marañón con Darío García de Viedma en el grupo de Micobacteriología molecular.[3]
- Desde el año 2016 tiene contrato Miguel Servet tipo I del Instituto de Salud Carlos III (ISCIII).[4]
- Hospital General Universitario Gregorio Marañón

## Publicaciones
Ha publicado artículos científicos en revistas internacionales, se pueden consultar, también, en Google Académico.
- Journal of Clinical Microbilogy.[6]
- CDC. Centers for Diseases Control and Prevention.[7]
- PubMed.[8]
- Eurosurveillance.[9]
- Frontiers in Microbiology.[10]
- Plos One.[11]
- Digital.CSIC.[12]